# Premi César 2017

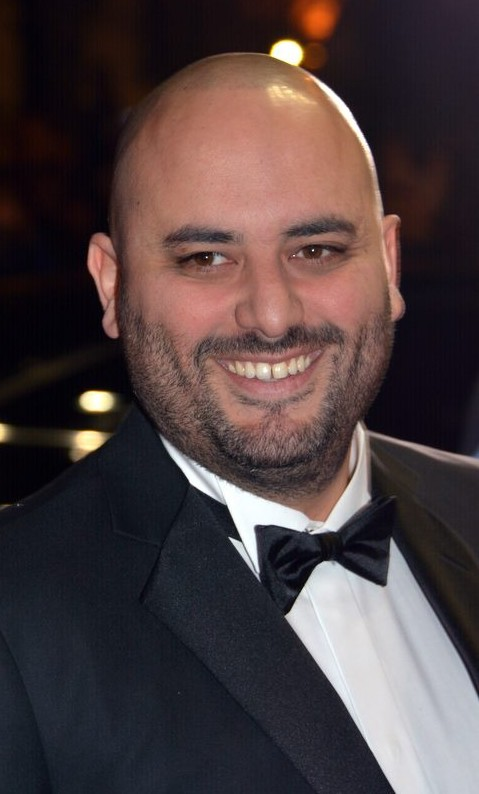
Jérôme Commandeur presentatore della cerimonia

La cerimonia di premiazione della 42ª edizione dei Premi César ha avuto luogo il 24 febbraio 2017 al Théâtre du Châtelet di Parigi. È stata presentata da Jérôme Commandeur e trasmessa da Canal+.
Ad ottenere il maggior numero di candidature (undici) sono state le pellicole Elle e Frantz

## Vincitori e candidati

### Miglior film
- Elle, regia di Paul Verhoeven
- Divines, regia di Houda Benyamina
- Frantz, regia di François Ozon
- Agnus Dei (Les Innocentes), regia di Anne Fontaine
- Ma Loute, regia di Bruno Dumont
- Mal di pietre (Mal de pierres), regia di Nicole Garcia
- Tutti gli uomini di Victoria (Victoria), regia di Justine Triet

### Miglior regista
- Xavier Dolan - È solo la fine del mondo (Juste la fin du monde)
- Houda Benyamina - Divines
- François Ozon - Frantz
- Bruno Dumont - Ma Loute
- Anne Fontaine - Agnus Dei (Les Innocentes)
- Nicole Garcia - Mal di pietre (Mal de pierres)
- Paul Verhoeven - Elle

### Miglior attore
- Gaspard Ulliel - È solo la fine del mondo (Juste la fin du monde)
- François Cluzet - Il medico di campagna (Médecin de campagne)
- Pierre Deladonchamps - Le Fils de Jean
- Nicolas Duvauchelle - Je ne suis pas un salaud
- Fabrice Luchini - Ma Loute
- Pierre Niney - Frantz
- Omar Sy - Mister Chocolat (Chocolat)

### Miglior attrice
- Isabelle Huppert - Elle
- Judith Chemla - Una vita - Une vie (Une vie)
- Marion Cotillard - Mal di pietre (Mal de pierres)
- Virginie Efira - Tutti gli uomini di Victoria (Victoria)
- Marina Foïs - Irréprochable
- Sidse Babett Knudsen - 150 milligrammi (La Fille de Brest)
- Soko - Io danzerò (La danseuse)

### Migliore attore non protagonista
- James Thierrée - Mister Chocolat (Chocolat)
- Gabriel Arcand - Le Fils de Jean
- Vincent Cassel - È solo la fine del mondo (Juste la fin du monde)
- Vincent Lacoste - Tutti gli uomini di Victoria (Victoria)
- Laurent Lafitte - Elle
- Melvil Poupaud - Tutti gli uomini di Victoria (Victoria)

### Migliore attrice non protagonista
- Déborah Lukumuena - Divines
- Nathalie Baye - È solo la fine del mondo (Juste la fin du monde)
- Valeria Bruni Tedeschi - Ma Loute
- Anne Consigny - Elle
- Mélanie Thierry - Io danzerò (La danseuse)

### Migliore promessa maschile
- Niels Schneider - Diamant noir
- Jonas Bloquet - Elle
- Damien Bonnard - Rester vertical
- Corentin Fila - Quando hai 17 anni (Quand on a 17 ans)
- Kacey Mottet-Klein - Quando hai 17 anni (Quand on a 17 ans)

### Migliore promessa femminile
- Oulaya Amamra - Divines
- Paula Beer - Frantz
- Lily-Rose Depp - Io danzerò (La danseuse)
- Noémie Merlant - Le ciel attendra
- Raph - Ma Loute

### Migliore sceneggiatura originale
- Sólveig Anspach e Jean-Luc Gaget - L'effetto acquatico - Un colpo di fulmine a prima svista (L'Effet aquatique)
- Romain Compingt, Houda Benyamina e Malik Rumeau - Divines
- Sabrina B. Karine, Alice Vial, Pascal Bonitzer e Anne Fontaine - Agnus Dei (Les Innocentes)
- Bruno Dumont - Ma Loute
- Justine Triet - Tutti gli uomini di Victoria (Victoria)

### Migliore adattamento
- Céline Sciamma - La mia vita da Zucchina (Ma vie de Courgette)
- David Birke - Elle
- Séverine Bosschem e Emmanuelle Bercot - 150 milligrammi (La Fille de Brest)
- François Ozon - Frantz
- Nicole Garcia e Jacques Fieschi - Mal di pietre (Mal de pierres)
- Katell Quillévéré e Gilles Taurand - Riparare i viventi (Réparer les vivants)

### Migliore fotografia
- Pascal Marti - Frantz
- Stéphane Fontaine - Elle
- Caroline Champetier - Agnus Dei (Les Innocentes)
- Guillaume Deffontaines - Ma Loute
- Christophe Beaucarne - Mal di pietre (Mal de pierres)

### Miglior montaggio
- Xavier Dolan - È solo la fine del mondo (Juste la fin du monde)
- Loïc Lallemand e Vincent Tricon - Divines
- Job ter Burg - Elle
- Laure Gardette - Frantz
- Simon Jacquet - Mal di pietre (Mal de pierres)

### Migliore scenografia
- Jérémie D. Lignol  - Mister Chocolat (Chocolat)
- Carlos Conti - Io danzerò (La danseuse)
- Michel Barthélémy - Frantz
- Riton Dupire-Clément - Ma Loute
- Katia Wyszkop - Planetarium

### Migliori costumi
- Anaïs Romand - Io danzerò (La danseuse)
- Pascaline Chavanne - Frantz
- Catherine Leterrier - Mal di pietre (Mal de pierres)
- Alexandra Charles - Ma Loute
- Madeline Fontaine - Una vita - Une vie (Une vie)

### Migliore musica
- Ibrahim Maalouf - Dans les forêts de Sibérie
- Gabriel Yared - Mister Chocolat (Chocolat)
- Anne Dudley - Elle
- Philippe Rombi - Frantz
- Sophie Hunger - La mia vita da Zucchina (Ma vie de Courgette)

### Miglior sonoro
- Marc Engels, Fred Demolder, Sylvain Réty e Jean-Paul Hurier - L'Odissea (L'odyssée)
- Brigitte Taillandier, Vincent Guillon e Stéphane Thiébaut - Mister Chocolat (Chocolat)
- Jean-Paul Mugel, Alexis Place, Cyril Holtz e Damien Lazzerini - Elle
- Martin Boissau, Benoît Gargonne et Jean-Paul Hurier - Frantz
- Jean-Pierre Duret, Syvlain Malbrant et Jean-Pierre Laforce - Mal di pietre (Mal de pierres)

### Miglior film straniero
- Io, Daniel Blake (I, Daniel Blake), regia di Ken Loach • Regno Unito
- Un padre, una figlia (Bacalaureat), regia di Cristian Mungiu • Romania
- La ragazza senza nome (La Fille inconnue), regia di Jean-Pierre e Luc Dardenne • Belgio
- È solo la fine del mondo (Juste la fin du monde), regia di Xavier Dolan • Canada
- Aquarius, regia di Kleber Mendonça Filho • Brasile
- Manchester by the Sea, regia di Kenneth Lonergan • Stati Uniti d'America
- Vi presento Toni Erdmann (Toni Erdmann), regia di Maren Ade • Germania

### Migliore opera prima
- Divines, regia di Houda Benyamina
- Cigarettes et Chocolat chaud, regia di Sophie Reine
- Io danzerò (La danseuse), regia di Stéphanie Di Giusto
- Diamant noir, regia di Arthur Harari
- Rosalie Blum, regia di Julien Rappeneau

### Miglior documentario
- Merci Patron!, regia di François Ruffin
- Dernières nouvelles du cosmos, regia di Julie Bertucelli
- Fuocoammare, regia di Gianfranco Rosi
- Swagger, regia di Olivier Babinet
- Voyage à travers le cinéma français, regia di Bertrand Tavernier

### Miglior film d'animazione
- La mia vita da Zucchina (Ma vie de Courgette), regia di Claude Barras
- La Jeune Fille sans mains, regia di Sébastien Laudenbach
- La tartaruga rossa (La Tortue rouge), regia di Michaël Dudok de Wit

### Miglior cortometraggio
- Maman(s), regia di Maïmouna Doucouré (ex aequo)
- Vers la tendresse, regia di Alice Diop
- Après Suzanne, regia di Félix Moati
- Au bruit des clochettes, regia di Chabname Zariab
- Chasse royale, regia di Lise Akoka e Romane Gueret

### Miglior cortometraggio d'animazione
- Celui qui a deux âmes, regia di Fabrice Luang-Vija
- Café froid, regia di François Leroy e Stéphanie Lansaque
- Journal animé, regia di Donato Sansone
- Peripheria, regia di David Coquard-Dassault

### Premio César onorario
- George Clooney